# Wilber Pérez
Wilber Mauricio Pérez Medrano, más conocido como Wilber Pérez (Jalpatagua, 26 de septiembre de 1988), es un futbolista guatemalteco que juega como delantero en el  Sacachispas de Chiquimula, de la Liga Nacional de Guatemala.

## Trayectoria
Empezó su carrera futbolística en la sub-20 del Club Municipal donde quedaría al margen del equipo tras detectarle 3 Hernias en la espalda, tiempo después llegó al Deportivo Coatepeque donde militó por 1 temporada para luego quedar nuevamente al margen del equipo e irse al Deportivo Ayutla de la Segunda División de Guatemala, equipo en el cual tampoco tuvo mucha participación. En el 2010 y 2011 logró el ascenso de Segunda a Primera División con el Deportivo La Gomera y Antigua GFC respectivamente.
Tras su paso fugaz por varios equipos, es contratado por el Deportivo Suchitepéquez en donde pudo completar todos los exámenes respectivos, club en el cual jugó 2 temporadas y media anotando 15 goles en total. El 26 de diciembre de 2013 se oficializa su regreso al Deportivo Coatepeque.

## Selección nacional
El 11 de junio de 2011 debuta con la Selección de fútbol de Guatemala ante la Selección de fútbol de Belice, actualmente lleva 4 partidos oficiales, todos ellos sin anotar un gol. 

## Estadísticas
| Club                      | Temporada           | Liga | Liga  |
| Club                      | Temporada           | PJ   | Goles |
| ------------------------- | ------------------- | ---- | ----- |
| Coatepeque · Guatemala    | 2008-09             | -    | -     |
| Coatepeque · Guatemala    | Total               | -    | -     |
| Ayutla · Guatemala        | 2010                | -    | -     |
| Ayutla · Guatemala        | Total               | -    | -     |
| La Gomera · Guatemala     | 2010                | -    | -     |
| La Gomera · Guatemala     | Total               | -    | -     |
| Antigua GFC · Guatemala   | 2011                | -    | -     |
| Antigua GFC · Guatemala   | Total               | -    | -     |
| Suchitepéquez · Guatemala | 2011-12             | 24   | 3     |
| Suchitepéquez · Guatemala | 2012-13             | 53   | 12    |
| Suchitepéquez · Guatemala | Total               | 77   | 15    |
| Petapa · Guatemala        | 2014                | 0    | 0     |
| Petapa · Guatemala        | Total               | 0    | 0     |
| Sport Club Gjilani Kosovo | 2018-19             | 12   | 25    |
| Sport Club Gjilani Kosovo | Total               | 12   | 25    |
| Total en su carrera       | Total en su carrera | 89   | 40    |